# Воспитание чувств
«Воспита́ние чувств», или (в дореволюционных переводах Анны Энгельгардт и Веры Муромцевой) «Сентимента́льное воспита́ние» (фр. L'Éducation sentimentale; 1869) — последний опубликованный при жизни роман Гюстава Флобера. 
Произведение относят к литературной традиции романа воспитания, оно насыщено сатирическими, историческими, социально-психологическими и автобиографическими мотивами.

## История создания

### «Первое „Воспитание чувств“»
В феврале 1843 года Флобер начал писать роман «Воспитание чувств», работу над которым он закончил 7 января 1845 года. Наряду с целым рядом других ранних произведений этот первый роман Флобера при его жизни остался неизданным. В дальнейшем писатель к нему не возвращался; из его переписки известно, что такое (не вполне выраженное) намерение у него было, однако оно не получило продолжения. В 1852 году Флобер писал своей подруге Луизе Коле, что считает эту книгу первой пробой пера, при этом, по его мнению, он потерпел здесь творческую неудачу: «Переделывать не стал бы, но думаю, что теперь написал бы лучше. Там есть страсть, но могло бы быть больше обобщения».
Этот роман был впервые опубликован в 1910 году и позже неоднократно переиздавался, в том числе и отдельным изданием. По ранее распространённой и консервативной точке зрения он рассматривался всего лишь как первая редакция одноимённого зрелого романа Флобера, однако современные исследователи избегают называть его «версией» или «редакцией» романа 1869 года с тем же названием, признавая вполне самостоятельный характер первого произведения. Несмотря на общее название, флобероведы в настоящее время рассматривают эти романы как самостоятельные книги, а во французском литературоведении и книгоиздательстве сложилась традиция называть первое крупное сочинение писателя «„Воспитанием чувств“ 1845 года» (по году окончания работы над книгой), или «Первым „Воспитанием чувств“» (фр. Première éducation sentimentale). В предисловии к его первому изданию на русском языке (2005 г.) С. Н. Зенкин писал об уникальности подобного случая в литературе:
Бывает, и достаточно часто, что писатель переиздает одну и ту же свою книгу под разными названиями. Исключительно редок обратный случай — когда под одинаковым заголовком выходят два совершенно разных произведения одного и того же автора. Флоберовское „Воспитание чувств“ — как раз такое исключение.
В отечественном литературоведении ранее такую же точку зрения высказал Б. Г. Реизов, отмечая, что первый роман Флобера «не имеет ничего общего с романом, напечатанным под тем же названием в 1869 году». Литературовед Т. В. Соколова в примечаниях, которые традиционно печатаются к изданию романа на русском языке, писала: «каждый из этих двух романов — самостоятельное произведение, имеющее свой сюжет, своих персонажей, с их особыми характерами и судьбами». Во французской критике «Первое „Воспитание чувств“» рассматривается как первая крупная работа Флобера и последняя относящаяся к юношескому периоду, как мастерски законченный текст, в котором отражается становление огромного таланта.

### «Второе „Воспитание чувств“»
В марте 1862 года Флобер, делясь своими литературными проектами, говорил братьям Гонкурам, что среди прочих замыслов его интересует роман как жанр: «Ещё ему хотелось бы написать два-три небольших романа очень несложных, очень простых: муж, жена, любовник».
Работа над новым романом продолжалась около семи лет и закончилась в мае 1869 года. В этот период в записных книжках писателя сохранились наброски и план книги с таким заголовком — «Г-жа Моро (роман)». В 1863 году Мишель Леви (фр. Michel Lévy), издатель исторического романа Флобера «Саламбо», в договоре с ним оставил за собой право на публикацию следующего произведения писателя при условии, что оно будет посвящено изображению современной жизни.
С начала 1864 года писатель начал изучать большое количество разного рода литературы, посвящённой исторической основе и панораме романа (середина сентября 1840 года — государственный переворот в декабре 1851 года). Флобер тщательно изучает прессу 1847—1848 годов. «Я утопаю в старых газетах»,— сообщал он своей племяннице Каролине Комманвиль в феврале 1865 года.
При работе над «парижским романом» Флобер с обычными для себя педантизмом и добросовестностью посещает некоторое время библиотеку палаты депутатов, обращается за необходимыми справками и комментариями, изучает организацию различных учреждений и служб, знакомится с биржевой игрой. Так, в письме к влиятельному критику Сент-Бёву писатель обращается с просьбой предоставить ему информацию по «неокатолическому движению» тех лет: «Мне, разумеется, надо знать всё и, перед тем как взяться за дело, ощутить дух времени». В ноябре 1866 года Жорж Санд неделю гостила в его имении в Круассе, где по его просьбе подробно рассказывала ему о событиях и «о людях 48 года», отмечая у них «скорее их добрую волю, нежели ум». Работа над романом продвигалась медленно из-за известной скрупулёзности писателя, верности деталям, духу эпохи и его эстетическим принципам. Так, в октябре 1864 года он сообщает, что за семь недель напряжённого труда написал только пятнадцать страниц. В декабре 1866 года Флобер пишет Жорж Санд: «… целых два дня бьюсь над одним абзацем, и ничего у меня не выходит. Иногда мне хочется плакать!»
На тщательности проработки деталей и дотошности писателя подробно останавливается Эмиль Золя, который отмечал, что Флобер работал над своими книгами как «бенедиктинец». По его мнению, «исключительная добросовестность» представляет собой одну из наиболее характерных особенностей таланта Флобера:
Если ему нужно описать какую-нибудь местность, он сам отправится туда и даже проживёт там некоторое время. Так было с первой главой „Воспитания чувств“, которая начинается с описания путешествия на пароходе по Сене от Парижа до Монтеро; Флобер проделал весь этот путь в кабриолете, так как пароходов там уже давно нет. Даже в тех случаях, когда ему приходится дать вымышленное описание, он пускается на поиски местности, которая походила бы на воображаемый пейзаж, и успокоится только тогда, когда действительно найдёт уголок природы, близко напоминающий тот, что представляется его мысленному взору.— Эмиль Золя. Гюстав Флобер
В мае 1868 года Флобер читает Жорж Санд своё ещё незаконченное произведение, после чего она записывает в своём дневнике: «Меня покорили триста превосходных страниц». 23 мая 1869 года Флобер писал племяннице Каролине, что роман окончен и осталось лишь привести в порядок рукопись: «Я настолько переутомлён, что у меня едва хватает сил тебе писать. Теперь, когда роман окончен, я вижу, как устал». Окончательный вариант романа писатель закончил в ноябре 1869 года.
Считается, что в названии романа присутствуют отсылки к книге «Сентиментальное путешествие по Франции и Италии» Лоренса Стерна и указание на его принадлежность к традиции и жанру «романа воспитания». Максим Дюкан предлагал Флоберу назвать роман «Посредственные люди» (фр. Les gens médiocres). Сам Флобер писал, что настоящее название должно бы быть «Неудачники» (фр. Les fruits secs), но в конце концов оставил «Воспитание чувств», при этом добавив подзаголовок «История молодого человека». Распространённый перевод названия романа на русский язык — «Воспитание чувств» — лишь частично отражает глубокий его смысл. Считается, что «Сентиментальное воспитание» у Флобера означает не только «формирование чувствительности», но также и «воспитание под действием чувств». По поводу названия Марсель Пруст, ценитель творчества Флобера, писал в своём сборнике эссе «Против Сент-Бёва»: «…заголовок, столь прекрасный по своей твёрдости, — кстати, ничуть не хуже подходящий и к „Госпоже Бовари“, — но не очень-то правильный с точки зрения грамматики», имея в виду, что с этой точки зрения следовало писать «L’Education des sentiments», а не «сентиментальное воспитание». Эмиль Золя называл этот роман «самой личной книгой» Флобера. По мнению биографов писателя, в романе отражены до некоторой степени автобиографический материал и личные мотивы, а отношения Фредерика Моро и Софи Арну частично являются претворением художественными средствами отношений самого Флобера и Элизы Шлезингер — жены музыкального издателя Мориса Шлезингера, с которой он познакомился в 1836 году и которая выведена в романе за инициалом Ш.

### Публикация
Впервые роман был публично прочитан в 1869 году у принцессы Матильды Бонапарт. Он вызвал воодушевление и восторженные оценки в этом аристократическом салоне, который посещали многие известные писатели, и был расценён как новое значительное достижение Флобера. Уверенный в успехе дела, его издатель Леви, получив рукопись, даже не стал читать её и сразу отправил в набор, однако позже внёс на рассмотрение писателя множество правок. Первая публикация романа в том же году была встречена прохладно, и было напечатано только несколько сотен экземпляров. В новое издание романа, увидевшее свет в 1880 году, Флобер внёс большое количество различного рода правок.
В России отрывки из романа первоначально печатались в январском и февральском номерах либерального петербургского журнала «Вестник Европы» за 1870 год. Первый полный перевод романа на русский язык осуществила А. Энгельгардт: он был опубликован под названием «Сентиментальное воспитание» в 1870 году.

## Сюжет
Действие романа начинается в 1840 году и происходит на фоне революционных волнений 1848 года и прихода к власти Наполеона III. В центре романа — молодой человек из довольно обеспеченной семьи, Фредерик Моро, который на пароходе по пути из Парижа (где он изучал право) в родной Ножан-на-Сене влюбляется в Марию Арну, замужнюю женщину бальзаковского возраста.
В Ножане он встретил своего друга детства и бывшего соученика по коллежу Шарля Делорье, с которым не виделся два года. Они вспомнили прежние времена и свои юношеские мечты: Фредерик хотел стать известным писателем, а Шарль увлекался метафизикой и обдумывал «обширную философскую систему, которая могла бы иметь самое широкое применение», а теперь занимался социальной экономией. Будучи выходцем из бедной семьи, Шарль вынужден был прервать своё образование и служить клерком в провинции. Фредерик же начал сочинять роман в манере Вальтера Скотта, где героем был он сам, а героиней — госпожа Арну, но бросил его из-за отсутствия должного вдохновения и усидчивости.
Позже друзья поселяются вместе в Париже у Фредерика, и Шарль пытается отговорить его от мыслей о мадам Арну, отношения с которой и страсть к которой во многом препятствует налаживанию им прочных отношений с другими женщинами. Однако предмет его страсти остаётся верна супружескому и материнскому долгу. Фредерик не нашёл себе применение в жизни; получив крупное наследство, он вёл праздный образ жизни, путешествовал, так и не женился, хотя пережил не один роман: «Но неотступное воспоминание о первой любви обесцвечивало новую любовь; да и острота страсти, вся прелесть чувства была утрачена. Гордые стремления ума тоже заглохли. Годы шли, и он мирился с этой праздностью мысли, косностью сердца».
В марте 1867 года Фредерик увидел мадам Арну, которая посетила его под предлогом вернуть ему денежный долг и жила теперь в Бретани со стареющим мужем из соображений экономии. Во время этой встречи они вернулись к общим воспоминаниям, придя к выводу, что любили друг друга и, хоть и не принадлежали друг другу, были при этом счастливы. Несмотря на их окончательное расставание, в результате взаимных признаний Фредерик получил некоторое удовлетворение: «Он ни о чём не жалел. Он был вознаграждён за все былые страдания».
Позже Фредерик встретился и с Делорье, отношения с которым были ранее прерваны несходством их натур, политическими взглядами и разным социальным положением. Фредерик, растратив больше половины полученного состояния, вёл жизнь добропорядочного буржуа. Шарль, сменив множество профессий и занятий, работал юрисконсультом промышленного предприятия. Оба пришли к выводу, что не о такой будущности и жизни («обоим она не удалась — и тому, кто мечтал о любви, и тому, кто мечтал о власти») они вместе ранее думали. В своих несбывшихся надеждах они винили случайности судьбы, черты характера, обстоятельства и время, в которое родились. Погрузившись в свои юношеские воспоминания и вспомнив один комический эпизод из своей юности, они соглашаются, что это лучшее, что было у них в жизни.

## Критика и оценки
После издания романа критикой он был принят в основном недоброжелательно. Так, в прессе отмечали, что роман не имеет связного повествования, а состоит из разрозненных эпизодов, в которых действуют похожие друг на друга персонажи, при этом практически никак друг с другом не связанные. Писателя упрекали в мизантропии, отказе от морального суждения, непонимании законов стиля и композиции, то есть как раз того, чем характеризуется и ценится стиль и особенности творчества писателя.
Сам Флобер в письме к Жорж Санд от 3 декабря 1869 года сообщает, что его «крепко поносят в прессе» и «честят кретином и канальей»:
Статья Барбе д’Оревильи („Конститюсьонель“) является в этом жанре образцовой, а опус славного Сарсе, хоть и не такой грубый, нисколько ей не уступает. Эти господа взывают к морали и к Идеалу! Недоброжелательные отзывы были также в „Фигаро“ и в „Пари-Журналь“, авторы Сезена и Дюранти. Мне на них глубоко наплевать! И всё же меня удивляет такая ненависть и недобросовестность.

Зато „Трибюн“, „Пэи“ и „Опеньон насьональ“ вознесли меня выше небес…
Также в этом письме Флобер разочарованно отмечает уклончивую реакцию друзей и знакомых, которым он раздал авторские экземпляры с дарственной надписью: «они боятся себя скомпрометировать и говорят со мной о чём угодно, только не об этом».
Д’Оревильи в своей статье писал буквально следующее: «Похоже, что автор „Воспитания чувств“ вынашивает свои произведения, которые так медленно и трудно выходят из него, с идолопоклонническим отношением к беременности, удлиняющим её срок и затрудняющим разрешение больше, нежели у матерей… Характерная черта романа, так неудачно названного „Воспитание чувств“, — вульгарность, прежде всего вульгарность, почерпнутая из ручья, в котором она застоялась у всех под ногами». По поводу этой фразы («будто я загрязняю ручей, в котором умываюсь») Флобер писал Санд, что это его нисколько не обескураживает.
Жорж Санд, подруга Флобера, с которой он активно переписывался, увидела в романе правдивое изображение «извращённой буржуазии» и «конца романтических устремлений в сороковых годах, когда они разбились о буржуазную действительность». Она отмечает оригинальный замысел произведения, точность Флобера в изображении деталей и характеров, в выборе слов, но критикует его за пессимизм, отсутствие нравственного урока, чувство разочарования и бессилия, которое вызывает роман у читателя: «Я много впоследствии размышляла над этим, спрашивая себя, почему такое прекрасно написанное и серьёзное произведение встретило столь враждебное отношение к себе. Недостаток этот состоял в отсутствии работы над собой действующих лиц. Они всегда подчиняются фактам и не стараются овладеть ими».
Критик Теодор де Банвиль писал, что в этом романе Флоберу «суждено было предвосхитить то, что возникнет лишь много позже, — роман без романных ухищрений, печальный, смутный, таинственный, как сама жизнь, и обходящийся развязками тем более страшными, что материально в них нет ничего драматического».
Эмиль Золя посвятил роману несколько рецензий сразу же после его изданий — в частности, в газете «La Tribune» от 28 ноября 1869 года и в журнале «Le Voltaire» от 9 декабря 1879 года. В подробной статье «Гюстав Флобер как писатель» (1875), вошедшей в сборник «Романисты-натуралисты», лидер французских натуралистов относит Флобера к писателям, представляющим это течение, и сравнивает «Воспитание чувств» с «Госпожой Бовари», однако, по его мнению, «Воспитание» идёт дальше самого известного романа Флобера и изображает жизнь целого поколения: «это единственный действительно исторический роман из всех мне известных, роман, который правдиво, точно и полно воссоздаёт минувшие времена, причём события развиваются совершенно естественно — никто не направляет их ход». Золя отмечал, что автор «Воспитания чувств» отказался в нём от традиционного построения сюжета и композиции с наличием традиционной центральной драматической коллизии, стремясь изобразить «жизнь день за днём, такою, какова она есть», в её непрерывном потоке незначительных происшествий, обычно не привлекающих внимание писателей, из которых складывается в конце концов «сложная и страшная драма»:
Никаких заранее подготовленных эпизодов, — напротив: кажущаяся нестройность фактов, обычный ход событий, персонажи, которые сталкиваются, потом исчезают и появляются вновь, и так до тех пор, пока не скажут своё последнее слово, — теснясь в беспорядке, словно прохожие, снующие взад и вперёд по тротуару. Это одна из наиболее оригинальных, смелых и трудно осуществимых концепций нашей литературы, отнюдь не страдающей недостатком смелости. Гюстав Флобер неуклонно и до конца придерживался намеченного им плана и работал с той страстной целеустремленностью и волей к выполнению задуманного, которые и составляли силу его таланта.—  Эмиль Золя. Гюстав Флобер
Ги де Мопассан, который находился под сильным влиянием «мэтра из Круассе» и считал его своим литературным учителем, отмечая, что для Флобера характерно, что создаваемая на страницах его книг картина жизни «преисполняет вдумчивого читателя безотрадным унынием», писал: «Читая этот мрачный, безотрадный роман, каждый тревожно спрашивает себя, не является ли и он сам одним из унылых его персонажей, — так много лично пережитого и удручающе-грустного заключено в этом романе». По воспоминаниям Мопассана, Флобер говорил ему, что с полным основанием мог бы дать этому роману название «Неудачники», чтобы сделать понятнее его основную мысль. 
Сомерсет Моэм, отмечая, что во французской критике роман расценивается как литературный шедевр, несмотря на это, писал, что с его точки зрения он «путаный и читается тяжело». Вслед за многими исследователями Моэм считал, что в нём присутствуют ярко выраженные автобиографические мотивы: «Его герой, Фредерик Моро, — это частью портрет самого Флобера, каким писатель видел себя, а частью портрет Максима дю Кана, каким он видел своего друга, но люди эти были слишком непохожи друг на друга, чтобы в результате получился удачный сплав. Герой вышел неубедительным и совершенно неинтересным». К положительным моментам английский писатель отнёс начало романа, которое, по его мнению, превосходно, а в заключительной части в сцене последнего свидания «в нём есть редкая по силе сцена, где мадам Арну (Элиза Шлезенжер) и Фредерик (Флобер) расстаются».
Многочисленные и противоречивые оценки были даны роману Флобера и в России. В своей обстоятельной статье критик Г. А. Ларош «Эмиль Золя о Густаве Флобере» предпринимает попытку найти общее между творчеством французского писателя и русской литературой, отмечая стилистическое мастерство первого: «Флобер, как и русские корифеи 50—60-х гг., тщательно избегает в своих лицах всякой напыщенной фразы, всякого подкрашивания действительности, всякой ходульной добродетели». Ларош находит в романе созвучие теме и литературному образу «лишнего человека», а мировоззрение Флобера считает близким к творчеству русского классика Н. В. Гоголя. Так, по его мнению, роман Флобера оказывается близким к «Мёртвым душам», так как в обоих романах сочетаются лиризм и сатира, имеются общие художественные приёмы и целый ряд незначительных персонажей: "По прочтении «Воспитания чувств» хочется воскликнуть словами великого русского сатирика: «Скучно жить на свете!»".
Исследователь творчества французского романиста Б. Г. Реизов находил в романе опосредованное влияние творчества Бальзака, но также и полемику с его философией и эстетикой. По его мнению, несмотря на то, что Флобер воспринял современное ему общество через мир идей и образов эпопеи «Человеческая комедия», влияние Бальзака на его младшего современника было особого рода:
Флобер принял его диагноз общественной болезни и даже созданные им образы, но он разрушил обаяние, которым Бальзак окружил своих имморалистов, констатировал их внутреннее ничтожество и осмеял их мещанские взгляды. Он утверждал бессмысленность и невозможность их карьеры, он выворачивал наизнанку их бальзаковские сюжеты. Это было несомненное влияние Бальзака и столь же несомненное его развенчание.
По мнению Реизова, этот роман с полным правом можно отнести к историческим, но не в том отношении, как его понимали ранее. Историзм романа заключается в изображении общественной психологии, современных нравов, а действие в нём не зависит от политических событий: «Герой не принимает в них участия, и они мало отражаются на его психологии».
Как указывает французский структуралист Жерар Женетт, сам Флобер считал эту книгу своей эстетической неудачей, в связи с отсутствием в романе полноты действия, перспективы, выстроенности. Однако те качества и особенности, которые писатель относил к недостаткам, Женетт относит к достоинствам романа, поскольку они имеют первостепенное значение для современной литературы. Так, по его словам, здесь «впервые осуществляется дедраматизация, едва ли даже не дероманизация романа, откуда возьмёт своё начало вся новейшая литература».

## Экранизации
Роман неоднократно экранизировался:
- 1962 — одноимённый кинофильм, режиссёр Александр Астрюк, в главной роли Жан-Клод Бриали.
- 1973 — мини-сериал, режиссёр Марсель Кревенн, в главной роли Жан-Пьер Лео[29].
- 1973 — «Фредерик Моро. Телевизионный фильм» — спектакль, в главной роли Леонид Филатов.
- 2001 — «Каждую ночь» (фр. Toutes les nuits) — художественный фильм, снятый по роману «Первое „Воспитание чувств“»[30], режиссёр Эжен Грин; премия Луи Деллюка.